# Argento e oro
 Argento e oro è stato un programma televisivo italiano condotto da Luciano Rispoli e Anna Carlucci, andato in onda su Rai 2 per una sola edizione, dal 14 novembre 1988 al 16 giugno 1989, per 151 puntate dalle 15 alle 17.

## Il programma
Si trattava di un quiz che si rivolgeva soprattutto agli spettatori nati prima degli anni sessanta, ma anche ai più giovani. Il pubblico a casa era tenuto a rispondere a domande riguardanti esclusivamente i decenni tra gli anni trenta e cinquanta, coadiuvati da coppie di concorrenti in studio, che dovevano cimentarsi anche su argomenti riguardanti tempi più recenti. Le domande coprivano dunque un arco di tempo di circa cinquant'anni, spaziando sui temi più disparati: storia, cronaca, spettacolo, costume; il programma era trasmesso dagli studi Rai di Torino.